# Rio Bratcov
O Rio Bratcov é um rio da Romênia afluente do Rio Vedea, localizado no distrito de Olt,

Teleorman.